# Aéroport de Sámos
L’aéroport international de Sámos, également appelé aéroport de Sámos « Aristarque » (en grec moderne : Κρατικός Αερολιμένας Σάμου «Αρίσταρχος ο Σάμιος», code IATA : SMI • code OACI : LGSM) est un aéroport international de type civil, situé sur l'île de Sámos en Grèce, baptisé en l'honneur d’Aristarque de Samos, non loin du Pythagoréion.
L'aéroport est réputé difficile en raison de vents importants, le meltémi.
Il a été privatisé et est la propriété de Fraport.

## Situation

### Carte des aéroports en Grèce
| \| 50 km1:6 137 000 \| Agrinion Aktion Alexandreia Alexandroúpoli Andravida Áraxos Astypalée Athènes · E. Venizélos Céphalonie La Canée Chios Corfou Héraklion Icarie Ioannina Kalamata Kalymnos Karpathos Kassos Kastellórizo Kastoria Kavala Cythère Kos Kotroni Kozani Larissa Lemnos Leros Milos Mykonos Mytilène Naxos Néa Anchíalos Paros Rhodes Maritsa Samos Santorin Sitía Skiathos Skyros Sparte Syros Tanagra Tatoi Thessalonique Tripoli Tympaki Zante Kastelli |
| 50 km1:6 137 000 |

## Statistiques
Pour des raisons techniques, il est temporairement impossible d'afficher le graphique qui aurait dû être présenté ici.

Voir la requête brute et les sources sur Wikidata.

### Zoom sur l'impact du covid de 2019-2020
Pour des raisons techniques, il est temporairement impossible d'afficher le graphique qui aurait dû être présenté ici.

Voir la requête brute et les sources sur Wikidata.

## Compagnies aériennes et destinations
| Compagnies              | Destinations                                                                                                  |
| ----------------------- | --- |
| Austrian Airlines       | En saison : Vienne-Schwechat                                                                                  |
| Brussels Airlines       | En saison : Bruxelles-National                                                                                |
| Condor                  | En saison : Berlin-Brandebourg, Düsseldorf , Francfort, Hambourg-H.-Schmidt, Munich-F. J. Strauß              |
| Corendon Dutch Airlines | En saison : Amsterdam                                                                                         |
| Edelweiss Air           | En saison : Zurich                                                                                            |
| Eurowings               | En saison : Düsseldorf                                                                                        |
| Neos                    | En saison : Milan-Malpensa, Vérone - Villafranca                                                              |
| Olympic Air             | Athènes E.-Venizélos, Thessalonique-Makedonía                                                                 |
| Scandinavian Airlines   | En saison charter : Copenhague-Kastrup, Göteborg, Oslo-Gardermoen, Stockholm-Arlanda                          |
| Sky Express             | - Athènes E.-Venizélos, - Chios, - Lemnos, - Mytilène-O. Elýtis, - Rhodes-Diagoras, - Thessalonique-Makedonía |
| SmartWings              | En saison : Prague-Václav-Havel                                                                               |
| Transavia               | En saison : Amsterdam                                                                                         |
| TUI Airways             | En saison : Londres-Gatwick                                                                                   |
| TUI fly Belgium         | En saison : Bruxelles-National                                                                                |
| TUI fly Netherlands     | En saison: Amsterdam                                                                                          |
| TUI fly Nordic          | En saison charter : Göteborg, Oslo-Gardermoen, Stockholm-Arlanda                                              |

Édité le 28/05/2018  Actualisé le 17/05/2023